# 吉見佑子
吉見 佑子（よしみ ゆうこ、本名：吉見裕子、1948年3月22日 - ）は音楽評論家・作詞家・歌手・声優。大阪府豊中市出身。

## 人物
親も親戚も杵屋だらけの、いわゆる三味線一家の一人っ子として育ったが、周囲の期待に反して三味線や家元制度に興味を持たない青春時代を送る。
高校在学中に渡辺プロダクションのオーディションを受ける。最終オーディションで落選するが、審査員の宮川泰の紹介でジャズ・ボーカルのレッスンに半年間京都まで通い、コマーシャルソングの仕事に関わる。 
その後、NHK大阪放送局付属演劇研究所に入所。修了後は、グループ・サウンズやフォークのコンサートの司会やラジオ番組のアシスタントの仕事を始め、関西圏限定でDJの仕事を増やしていく。
1970年、活動の場を東京に移す。NHKラジオ第1放送『若いこだま』のディスクジョッキーのオーディションを受け合格。自身初の全国放送開始。この時期、短期間ではあるが青二プロダクションに所属し、声優業を行っている。
吉田拓郎が下駄を履いてNHKに来て怒られているのを見たり、フォークシンガーたちのルックスの悪さと裏腹な音楽性のピュアさに心を打たれ、『若いこだま』ではフォークの日を担当し、以降フォーク、ロック、ニューミュージックのアーティストを支援。上田正樹を始め、世良公則、イエロー・マジック・オーケストラ（YMO）、RCサクセション、長渕剛など、屡々ブレイク前の多くのミュージシャンに注目、ラジオや新聞、雑誌、中高生向け学年別雑誌に至るまで、様々なメディアを通じ積極的に紹介した。
1979年、自らが代表となって「シングル・マン再発売実行委員会」を発足させる。RCサクセションの3rdアルバム「シングル・マン」の再発売を懇願するため、ポリドール・レコード（以下ポリドール）との折衝を繰り返し、初めは自主制作として300枚限定で都内の3店舗で細々と販売開始。その後、1980年のレコーディングから6年を経てポリドールより正式に再発売された。レコードの帯には「こんな素晴らしいレコードを廃盤にしていて誠に申し訳ありません。」とのポリドールからお詫びが掲載。
2000年代に入ると、メディアへの登場は少なくなったが、「テレビブロス」2009年5月30日号の忌野清志郎追悼特集にコメントを寄せた。

## 著書
- 『おしゃれ入門 ミニレディー百科』詩 田中みつえ:絵　小学館入門百科シリーズ 1974
- 『ペパーミントは涙の味がする』立風書房、1975年9月
- 『拝啓、チャボさま』ハースト婦人画報社〈シスター・レモンブックス〉、1977年5月
- 『東京ゆきずりライフ』大和書房、1980年9月
- 『芸能界でコーヒー・ブレイク：私の音楽評論はラブレターだった』八曜社、1980年12月
- 『失恋のしかた』主婦の友社、1981年1月
- 『耳をかんで。ガムを噛んで。』シンコーミュージック・エンタテイメント、1986年1月 ISBN 4-401-61185-3
- 『人生らしいね』小泉今日子と共著、吉見佑子写真、マガジンハウス、1988年2月
- 『映画みたいなキスをして』大和書房、1990年9月 ISBN 4-479-76040-7

## ディスコグラフィー
- 「ふたしかな空」作詞：吉見佑子　作曲：麻田浩
  - （B面）「まわり道」作詞：吉見佑子
- 「ついてnightナイト」作詞：吉見佑子　作曲・編曲：後藤次利
  - （B面）「メロドラマは純愛で」作詞：吉見佑子　作曲・編曲：後藤次利

## 作詞
- 「ラブソング」歌・補作詞・作曲：上田正樹　作詞：吉見佑子
- 「その日暮し」歌・補作詞・作曲：上田正樹　作詞：吉見佑子　編曲：星勝
- 「Don't Cry My Love」歌・作曲：長渕剛　作詞：長渕剛・吉見佑子

他に吉見の言によると『ルパン三世（TV第1シリーズ）』のエンディング曲『ルパン三世主題歌II』の作詞は吉見である（表記は「東京ムービー企画部」）

## 出演
- サウンドプラザ（NHK総合、1988年） - 司会
- アパッチ野球軍（テレビ朝日）
- ふしぎなメルモ（千恵子）
- 星の子チョビン（TBSテレビ）
- ルパン三世 (TV第1シリーズ)第15話（読売テレビ）
- 若いこだま（NHKラジオ第1放送）
- 真夜中ギンギラ大放送（ラジオ関西）
- KISS（ラジオ大阪）

## 映画・ドラマ
- ただいま絶好調!（テレビ朝日） - スーパーバイザー
- ストリートファイターII MOVIE（東映） - 音楽コーディネーター